# Campeonato Sudamericano Femenino de 2006
El Campeonato Sudamericano Femenino de 2006 fue la quinta edición del torneo de fútbol femenino organizado por la Conmebol. La competencia se llevó a cabo entre el 10 de noviembre y el 26 de noviembre de 2006 en la ciudad de Mar del Plata, Argentina.
Este torneo fue clasificatorio para la Copa Mundial Femenina de Fútbol de 2007 y los Juegos Olímpicos de Pekín 2008. Para estas competencias, a la Conmebol se le asignaron 2 plazas para la Copa Mundial y 1,5 plazas para los Juegos Olímpicos; esto último implica que el campeón clasifica automáticamente, mientras que el subcampeón jugará un repechaje contra la segunda selección del clasificatorio de África.
Consagró campeón a Argentina, quien obtuvo su primer y único título oficial de fútbol femenino hasta la fecha. Fue la única edición del torneo que no fue ganada por Brasil.
Argentina obtuvo la clasificación tanto a la Copa del Mundo como a los Juegos Olímpicos, mientras que la selección de Brasil, si bien obtuvo el cupo a la Copa Mundial, tuvo que jugar un repechaje intecontinental contra Ghana para poder clasificar a la cita olímpica.

## Participantes
Participaron las diez selecciones nacionales de fútbol afiliadas a la Conmebol:
| Equipos participantes | Equipos participantes | Equipos participantes | Equipos participantes | Equipos participantes |
| --------------------- | --------------------- | --------------------- | --------------------- | --------------------- |
| Argentina             | Bolivia               | Brasil                | Chile                 | Colombia              |
| Ecuador               | Paraguay              | Perú                  | Uruguay               | Venezuela             |

## Sede
| Estadio José María Minella |
| Aforo: 35 354              |
|                            |

## Primera fase
Los equipos están divididos en dos grupos de cinco, clasificando para la segunda fase los dos equipos mejores clasificados de cada zona.

### Grupo A
| Equipo    | Pts | PJ | PG | PE | PP | GF | GC | Dif |
| --------- | --- | -- | -- | -- | -- | -- | -- | --- |
| Argentina | 12  | 4  | 4  | 0  | 0  | 17 | 1  | 16  |
| Uruguay   | 6   | 4  | 2  | 0  | 2  | 4  | 4  | 0   |
| Ecuador   | 4   | 4  | 1  | 1  | 2  | 4  | 5  | -1  |
| Colombia  | 4   | 4  | 1  | 1  | 2  | 4  | 11 | -7  |
| Chile     | 3   | 4  | 1  | 0  | 3  | 5  | 13 | -8  |

| 10 de noviembre de 2006, 17:15 | Chile     | 1:2 (1:1) | Ecuador          | José María Minella, Mar del Plata |                                  |
|                                | Reyes 34' | Reporte   | Velarde 39', 50' | Árbitro(s): Marilyn Angulo (VEN)  | Árbitro(s): Marilyn Angulo (VEN) |

| 10 de noviembre de 2006, 15:00 | Argentina              | 2:1 (1:1) | Uruguay   | José María Minella, Mar del Plata |                                  |
|                                | Almeida 4' Potassa 63' | Reporte   | Souza 11' | Árbitro(s): Norma González (PAR)  | Árbitro(s): Norma González (PAR) |

| 12 de noviembre de 2006, 17:15 | Colombia    | 1:0 (1:0) | Uruguay | José María Minella, Mar del Plata |                                  |
|                                | Moscoso 17' | Reporte   |         | Árbitro(s): María Alvarado (BOL)  | Árbitro(s): María Alvarado (BOL) |

| 12 de noviembre de 2006, 15:00 | Chile | 0:8 (0:5) | Argentina                                                                             | José María Minella, Mar del Plata |                                  |
|                                |       | Reporte   | Potassa 4', 22' Coronel 8' Almeida 27' Ojeda 30' Gómez 70' Huber 79' Hirmbruchner 86' | Árbitro(s): Marilyn Angulo (VEN)  | Árbitro(s): Marilyn Angulo (VEN) |

| 14 de noviembre de 2006, 17:15 | Ecuador | 0:1 (0:0) | Argentina | José María Minella, Mar del Plata |                                  |
|                                |         | Reporte   | Gómez 54' | Árbitro(s): María Alvarado (BOL)  | Árbitro(s): María Alvarado (BOL) |

| 14 de noviembre de 2006, 15:00 | Colombia       | 1:3 (0:1) | Chile                     | José María Minella, Mar del Plata |                                  |
|                                | Gaete 71' (ag) | Reporte   | Arias 8' Quezada 81', 87' | Árbitro(s): Norma González (PAR)  | Árbitro(s): Norma González (PAR) |

| 16 de noviembre de 2006, 17:15 | Uruguay                        | 2:1 (1:1) | Chile      | José María Minella, Mar del Plata |                                  |
|                                | Quinteros 43' Barrera 76' (ag) | Reporte   | Quezada 4' | Árbitro(s): Norma González (PAR)  | Árbitro(s): Norma González (PAR) |

| 16 de noviembre de 2006, 15:00 | Ecuador               | 2:2 (1:0) | Colombia                | José María Minella, Mar del Plata |                                  |
|                                | Velarde 28' Vivas 47' | Reporte   | Saavedra 62' Molina 69' | Árbitro(s): Cándida Colque (BOL)  | Árbitro(s): Cándida Colque (BOL) |

| 18 de noviembre de 2006, 17:15 | Argentina                                                   | 6:0 (2:0) | Colombia | José María Minella, Mar del Plata |                                  |
|                                | Gómez 3' Vallejos 21', 52' Quiñones 27' Huber 46' Ojeda 57' | Reporte   |          | Árbitro(s): Marilyn Angulo (VEN)  | Árbitro(s): Marilyn Angulo (VEN) |

| 18 de noviembre de 2006, 15:00 | Uruguay     | 1:0 (0:0) | Ecuador | José María Minella, Mar del Plata |                                  |
|                                | Laborda 67' | Reporte   |         | Árbitro(s): María Alvarado (BOL)  | Árbitro(s): María Alvarado (BOL) |

### Grupo B
| Equipo    | Pts | PJ | PG | PE | PP | GF | GC | Dif |
| --------- | --- | -- | -- | -- | -- | -- | -- | --- |
| Brasil    | 12  | 4  | 4  | 0  | 0  | 18 | 2  | 16  |
| Paraguay  | 9   | 4  | 3  | 0  | 1  | 11 | 7  | 4   |
| Venezuela | 4   | 4  | 1  | 1  | 2  | 4  | 10 | -6  |
| Perú      | 3   | 4  | 1  | 0  | 3  | 3  | 7  | -4  |
| Bolivia   | 1   | 4  | 0  | 1  | 3  | 4  | 14 | -10 |

| 11 de noviembre de 2006, 17:15 | Bolivia  | 1:1 (0:0) | Venezuela   | José María Minella, Mar del Plata  |                                    |
|                                | Ríos 52' | Reporte   | Spinose 53' | Árbitro(s): Florencia Romano (ARG) | Árbitro(s): Florencia Romano (ARG) |

| 11 de noviembre de 2006, 15:00 | Paraguay    | 1:4 (0:1) | Brasil                                                 | José María Minella, Mar del Plata |                                  |
|                                | Alarcón 69' | Reporte   | Cristiane Rozeira 19', 53' Daniela Alves 46' Aline 59' | Árbitro(s): Adriana Correa (COL)  | Árbitro(s): Adriana Correa (COL) |

| 13 de noviembre de 2006, 17:15 | Perú | 0:2 (0:1) | Brasil                          | José María Minella, Mar del Plata   |                                     |
|                                |      | Reporte   | Cristiane Rozeira 6' Elaine 80' | Árbitro(s): Patricia Da Silva (URU) | Árbitro(s): Patricia Da Silva (URU) |

| 13 de noviembre de 2006, 15:00 | Bolivia   | 1:5 (1:3) | Paraguay                                               | José María Minella, Mar del Plata |                                   |
|                                | Morón 40' | Reporte   | Ortiz 1' Quintana 8', 43' Alarcón 56' (p) Martínez 83' | Árbitro(s): Jesica Di Iorio (ARG) | Árbitro(s): Jesica Di Iorio (ARG) |

| 15 de noviembre de 2006, 17:15 | Venezuela | 1:3 (1:0) | Paraguay                 | José María Minella, Mar del Plata |                                  |
|                                | Lovera 20 | Reporte   | Cuevas 63', 81' Vega 66' | Árbitro(s): Estela Álvarez (ARG)  | Árbitro(s): Estela Álvarez (ARG) |

| 15 de noviembre de 2006, 15:00 | Perú                            | 2:1 (0:1) | Bolivia     | José María Minella, Mar del Plata   |                                     |
|                                | Chinchilla 61' (ag) Dorador 63' | Reporte   | Zamorano 8' | Árbitro(s): Patricia Da Silva (URU) | Árbitro(s): Patricia Da Silva (URU) |

| 17 de noviembre de 2006, 17:15 | Brasil                                                                         | 6:1 (5:1) | Bolivia         | José María Minella, Mar del Plata  |                                    |
|                                | Daniela Alves 7' Cristiane Rozeira 8', 22', 60' Mônica de Paula 13' Elaine 44' | Reporte   | 43' (pen) Morón | Árbitro(s): Florencia Romano (ARG) | Árbitro(s): Florencia Romano (ARG) |

| 17 de noviembre de 2006, 15:00 | Venezuela       | 2:0 (1:0) | Perú | José María Minella, Mar del Plata |                                   |
|                                | Ferrer 29', 73' | Reporte   |      | Árbitro(s): Jesica Di Iorio (ARG) | Árbitro(s): Jesica Di Iorio (ARG) |

| 19 de noviembre de 2006, 15:00 | Paraguay          | 2:1 (0:0) | Perú            | José María Minella, Mar del Plata |                                  |
|                                | Vega 67', 81' (p) | Reporte   | Tristán 87' (p) | Árbitro(s): Adriana Correa (COL)  | Árbitro(s): Adriana Correa (COL) |

| 19 de noviembre de 2006, 17:15 | Brasil                                                                               | 6:0 (4:0) | Venezuela | José María Minella, Mar del Plata     |                                       |
|                                | Daniela Alves 1' Renata Costa 12' Michele 27', 45' Cristiane Rozeira 56' Daniele 81' | Reporte   |           | Árbitro(s): Estela Mary Álvarez (ARG) | Árbitro(s): Estela Mary Álvarez (ARG) |

## Final
Los cuatro equipos jugarán un ronda todos contra todos en las ciudad de Mar del Plata del 22 al 25 de noviembre. El campeón de este torneo clasificara directamente al mundial mientras el equipo que ocupe el segundo lugar jugará el repechaje intercontinental con el equipo que ocupe el segundo lugar en el Campeonato Africano Femenino 2006.
| Equipo    | Pts | PJ | PG | PE | PP | GF | GC | Dif |
| --------- | --- | -- | -- | -- | -- | -- | -- | --- |
| Argentina | 7   | 3  | 2  | 1  | 0  | 4  | 0  | +4  |
| Brasil    | 6   | 3  | 2  | 0  | 1  | 12 | 2  | +10 |
| Uruguay   | 3   | 3  | 1  | 0  | 2  | 3  | 10 | -7  |
| Paraguay  | 1   | 3  | 0  | 1  | 2  | 2  | 9  | -7  |

| 22 de noviembre de 2006, 15:00 | Argentina | 0:0 (0:0) | Paraguay | José María Minella, Mar del Plata |                                  |
|                                |           | Reporte   |          | Árbitro(s): María Alvarado (BOL)  | Árbitro(s): María Alvarado (BOL) |

| 22 de noviembre de 2006, 17:15 | Brasil                                                                             | 6:0 (2:0) | Uruguay | José María Minella, Mar del Plata |                                  |
|                                | Daniela Alves 11', 23' (p) Grazielle 47', 86' Elaine 64' Cristiane Rozeira 72' (p) | Reporte   |         | Árbitro(s): Adriana Correa (COL)  | Árbitro(s): Adriana Correa (COL) |

| 24 de noviembre de 2006, 15:00 | Argentina              | 2:0 (0:0) | Uruguay | José María Minella, Mar del Plata |                                  |
|                                | Gerez 71' Manicler 76' | Reporte   |         | Árbitro(s): Cándida Colque (BOL)  | Árbitro(s): Cándida Colque (BOL) |

| 24 de noviembre de 2006, 17:15 | Brasil                                                                    | 6:0 (3:0) | Paraguay | José María Minella, Mar del Plata |                                  |
|                                | Cristiane Rozeira 6', 27' (p), 62', 64 Daniela Alves 36' Renata Costa 68' | Reporte   |          | Árbitro(s): Marilyn Angulo (VEN)  | Árbitro(s): Marilyn Angulo (VEN) |

| 26 de noviembre de 2006, 15:00 | Uruguay             | 3:2 (1:2) | Paraguay        | José María Minella, Mar del Plata |                                  |
|                                | Souza 27', 62', 67' | Reporte   | Cuevas 17', 44' | Árbitro(s): Adriana Correa (COL)  | Árbitro(s): Adriana Correa (COL) |

| 26 de noviembre de 2006, 17:15 | Argentina                | 2:0 (0:0) | Brasil | José María Minella, Mar del Plata   |                                     |
|                                | González 66' Potassa 68' | Reporte   |        | Árbitro(s): Patricia Da Silva (URU) | Árbitro(s): Patricia Da Silva (URU) |

|                               |
| Bandera de Argentina          |
| Campeón Argentina 1.er título |

## Repechaje Intercontinental para los Juegos Olímpicos
Este partido se jugó entre Brasil y Ghana, dado que ambas selecciones terminaron segundas en sus procesos clasificatorios para los Juegos Olímpicos. Para definir al clasificado, se jugó un partido en cancha neutral, en el que el ganador clasificó a la cita olímpica.
| 19 de abril de 2008, 19:45 (UTC+8) | Brasil                                                 | 5:1 (2:0) | Ghana       | Estadio de los Trabajadores, Pekín, China |  |
|                                    | Marta 19' · Cristiane 41' 70' · Aline 53' · Rosana 71' | Reporte   | Amankwa 75' |                                           |  |

- Brasil se clasificó a la Juegos Olímpicos de Pekín 2008.

## Clasificados para losMundial de China 2007yJuegos Olímpicos de Pekín 2008
| Argentina | Brasil |
| Argentina | Brasil |
| --------- | ------ |

## Goleadoras
| Jugadora            | Selección | Goles |
| ------------------- | --------- | ----- |
| Cristiane Rozeira   | Brasil    | 12    |
| Daniela Alves       | Brasil    | 6     |
| Irma Cuevas         | Paraguay  | 4     |
| Angélica Souza      | Uruguay   | 4     |
| María Belén Potassa | Argentina | 4     |
| Elaine              | Brasil    | 3     |
| Mónica Vega         | Paraguay  | 3     |
| Mabel Velarde       | Ecuador   | 3     |
| Rosana Itatí Gómez  | Argentina | 3     |
| Nathalie Quezada    | Chile     | 3     |